# София Санти
София Санти (на английски: Sophia Santi) е канадска порнографска актриса, родена на 6 декември, 1981 г. в град Уинипег, Канада.

## Кариера
Най-напред започва да работи като еротичен модел под псевдонима Наталия Круз. Избрана е за любимка на месец ноември 2002 г. на списание „Пентхаус“, а през 2005 г. се класира на второ място за титлата за любимка на годината на еротичното издание. В края на същата година подписва договор с компанията „Диджитъл Плейграунд“ и започва да се снима в лесбийски секс сцени.
Поставена е на 13-о място в класацията на списание „Комплекс“, наречена „Топ 100 на най-горещите порнозвезди (точно сега)“ от юли 2011 г.

## Награди и номинации
Носителка на награди
- 2007: AVN награда за най-добра секс сцена само с момичета (видео) – „Островна треска 4“ (с Тийгън Пресли, Джеси Джейн и Яна Кова).[4]
- 2008: AVN награда за най-добра секс сцена само с момичета (видео) – „Бавачки“ (с Алектра Блу, Сами Роудс, Енджи Севидж и Лекси Тайлър).[5]
- 2009: AVN награда за най-добра групова секс сцена само с момичета – „Мажоретки“ (с Адреналин, Шей Джордан, Стоя, Мемфис Монро, Прия Рай, Бриана Лов, Джеси Джейн и Лекси Тайлър).[6]

Номинации
- 2007: Финалистка за F.A.M.E. награда за най-горещо тяло.[7]
- 2009: Номинация за AVN награда за най-добра групова секс сцена – „Уикед“ (с Кейлани Лей, Микайла Мендес, Евън Стоун и Бари Скот).[8]